# 红舌唐竹
红舌唐竹（学名：Sinobambusa rubroligula）为禾本科唐竹属下的一个种。

## 扩展阅读
- 維基物種上的相關：红舌唐竹